# Tượng Tự do (Budapest)

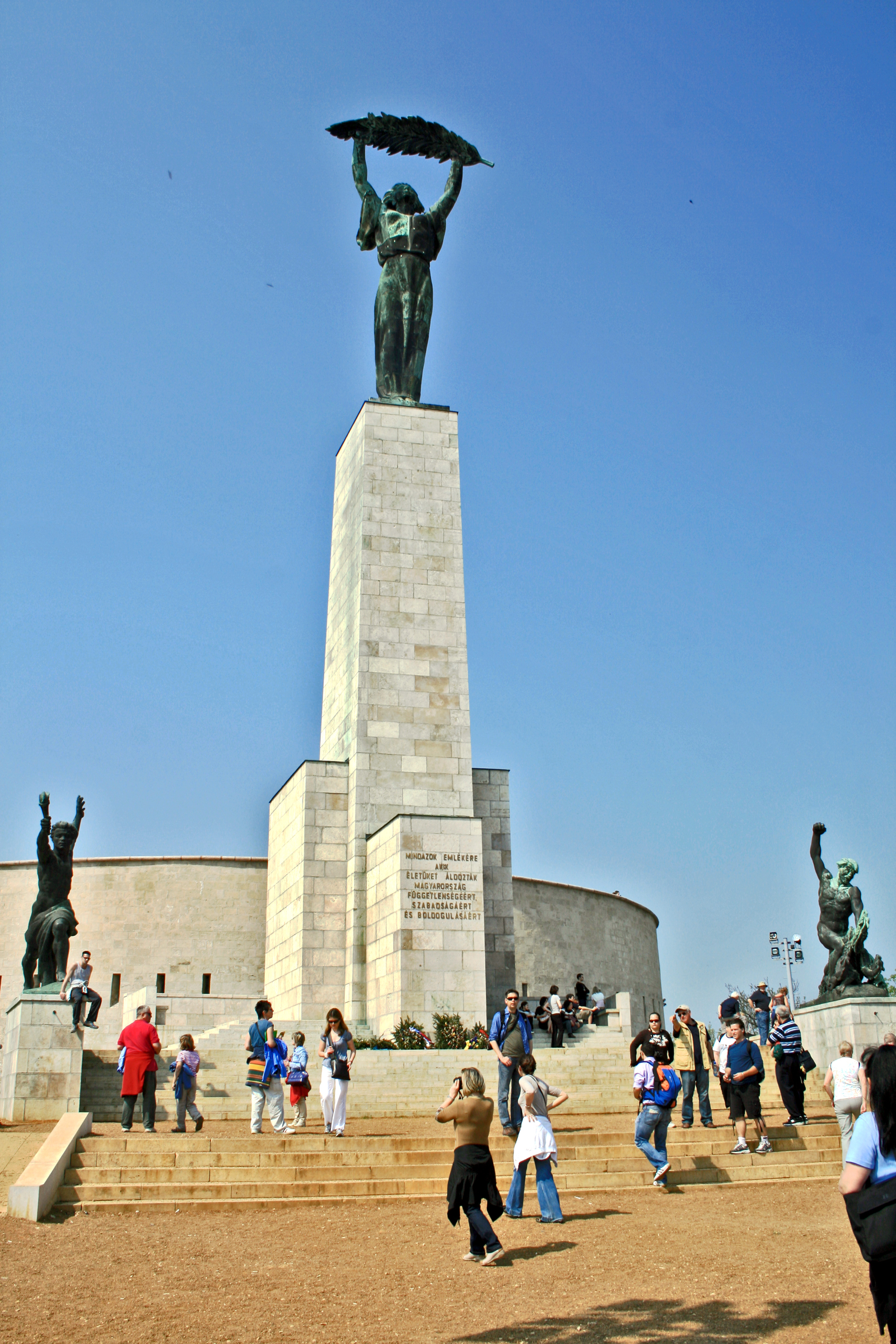
Tượng Tự do trên Đồi Gellért.

Tượng Tự do (tiếng Hungary: Szabadság-szobor [ˈsɒbɒtt͡ʃaːɡ ˈsobor]) là một tượng đài xây dựng trên Đồi Gellért, Budapest, Hungary nhằm tưởng nhớ những chiến sĩ đã hy sinh cuộc đời mình để giành được độc lập, tự do và thịnh vượng cho đất nước Hungary.

## Lịch sử
Năm 1947, để tưởng nhớ sự kiện quân đội Liên Xô giải phóng Hungary trong Chiến tranh thế giới thứ hai và kết thúc sự chiếm đóng của Đức Quốc xã, chính quyền tiến hành xây dựng bức tượng  trên Đồi Gellért. Đây trở thành một điểm nhấn nổi bật của cảnh quan thành phố Budapest.
Trên đỉnh kệ đỡ cao 26 m là bức tượng đồng có chiều cao 14 m là hình ảnh một người chiến sĩ cầm chiếc lá cọ trên tay. Hai bên của bức tượng chính cao 14 m còn có hai bức tượng nhỏ, sau này được chuyển tới Công viên Memento và thay thế bằng hai bức tượng khác.

### Dòng chữ trên tượng đài
Thời điểm xây dựng tượng đài đánh dấu việc Hồng quân Liên Xô dành thắng lợi và chính thức tuyên bố "giải phóng" - theo dòng chữ gốc trên đài tưởng niệm (cả bằng tiếng Hungary và tiếng Nga):
A FELSZABADÍTÓ
SZOVJET HŐSÖK
EMLÉKÉRE
A HÁLÁS MAGYAR NÉP
1945
có thể được dịch là "Tưởng nhớ những người anh hùng Liên Xô bằng lòng biết ơn của những người con Hungary".
Tình cảm của của người dân dành cho Liên Xô có phần suy giảm trong những năm tiếp theo. Kết quả là cuộc cách mạng năm 1956 đã làm hư hại một số phần của di tích. Sau quá trình chuyển đổi từ chế độ cộng sản sang chế độ dân chủ năm 1989, dòng chữ đã được sửa đổi thành:
MINDAZOK EMLÉKÉRE
AKIK
ÉLETÜKET ÁLDOZTÁK
MAGYARORSZÁG
FÜGGETLENSÉGÉÉRT,
SZABADSÁGÁÉRT
ÉS BOLDOGULÁSÁÉRT
Bản dịch từ tiếng Hungary: "Để tưởng nhớ những người đã ky sinh cuộc đời để giành lại độc lập, tự do và thịnh vượng cho Hungary ". Còn dòng chữ tiếng Nga bị xóa toàn bộ.